# Coudehard
Coudehard é uma comuna francesa na região administrativa da Normandia, no departamento Orne. Estende-se por uma área de 8,8 km². Em 2010 a comuna tinha 76 habitantes (densidade: 8,6 hab./km²).